# Tammam Salam
Tammam Salam (in arabo تمّام صائب سلام‎?; Beirut, 13 maggio 1945) è un politico libanese, primo ministro del Libano dal febbraio 2014 al dicembre 2016.

## Biografia
Di religione sunnita, è figlio dell'ex primo ministro libanese Saeb Salam e cugino di Nawaf Salam. È stato eletto per la prima volta come deputato indipendente nel 1996.
Tra il 2008 e il 2009 è stato ministro della cultura.
È stato primo ministro del Libano dal 18 febbraio 2014 al 18 dicembre 2016 per la coalizione "Alleanza 14 marzo". Per moltissima parte del suo mandato, dal 25 maggio 2014 al 31 ottobre 2016, è stato anche presidente del Libano ad interim, nella lunga fase di stallo politico tra la fine del mandato di Michel Suleiman e l'elezione di Michel Aoun.